# 1e Wit-Russische Front
Het 1e Wit-Russische Front (Russisch: 1-й Белорусский фронт) was een legergroep (front) van het Rode Leger tijdens de Tweede Wereldoorlog. De samenstelling van het front veranderde naargelang het verloop van de oorlog, maar over het algemeen bestond het 1e Wit-Russische Front uit twee tanklegers, het 3e en 5e Stoottroepenleger en zes infanterielegers.
In tegenstelling tot westerse legergroepen vormden bij de Sovjets ook de luchtstrijdkrachten een onderdeel van het front.

## Ontstaan
Op 20 oktober 1943 werd het Centraal Front omgevormd tot het Wit-Russische Front met als nieuw doel om Wit-Rusland te bevrijden. Generaal Rokossovski, de bevelhebber van het Centrale Front, bleef echter de bevelhebber van dat Front. Samen met het Kalininfront en het Westfront ondernam het nieuwe front diverse pogingen om de Duitse Heeresgruppe Mitte uit Wit-Rusland te verdrijven. Hoewel er wel een beperkte terreinwinst werd geboekt, werden deze offensieven als mislukt beschouwd. Er werd geen beslissende doorbraak gerealiseerd. Vanaf december 1943 tot maart 1944 was het Wit-Russische Front in een voortdurende strijd gewikkeld met het Duitse 9e leger, maar de Duitse verdediging hield stand.

## 1e Wit-Russische Front in 1944
Op 17 februari 1944 werd de naam veranderd van Wit-Russische Front naar 1e Wit-Russische Front. Het front vormde de linkervleugel van de tangbeweging waarmee tijdens operatie Bagration de Duitse Heeresgruppe Mitte werd vernietigd. Na de succesvolle campagne in Wit-Rusland lanceerde het front op 17 juli het Lublin-Brest offensief om de Duitsers uit Oost-Polen te verdrijven. Begin augustus 1944 bereikte de voorhoede van het 1e Wit-Russische Front de buitenwijken van Warschau. De bevolking van de Poolse hoofdstad kwam in opstand tegen de Duitse bezetters. Generaal Rokossovski liet zijn troepen halt houden en hij kwam de Poolse opstandelingen niet te hulp tijdens de opstand in Warschau. Sommige historici beweren dat de Duitse tegenstand te sterk was geworden, maar anderen beweren dat Stalin het mondelinge bevel had gegeven de Poolse opstand dood te laten bloeden. De exacte redenen zijn nooit duidelijk geworden.
Vanaf september 1944 was het 1e Wit-Russische Front achter de Weichsel gelegerd, maar het front ondernam geen grote aanvallen. In november 1944 werd maarschalk Rokossovski vervangen door maarschalk Zjoekov.

## Campagnes in 1945
Tijdens het Weichsel-Oderoffensief vormde het 1e Wit-Russische Front de belangrijkste aanvalsmacht van het Rode Leger. In drie weken rukte het op vanaf de Weichsel naar de Oder. Hoewel de voorhoede van het front op minder dan 70 kilometer van Berlijn stond, beval Stalin om de opmars te staken. Het 1e Wit-Russische Front moest wachten met de aanval op Berlijn totdat Silezië, Oost-Pruisen en Pommeren waren veroverd. Pas begin april 1945 kon maarschalk Zjoekov de aanval op Berlijn voorbereiden.
Op 16 april 1945 lanceerde het 1e Wit-Russische Front zijn aanval op de Duitse hoofdstad. Pas na drie dagen van zware gevechten kon maarschalk Zjoekov de Seelower Höhen veroveren. Hij had al zijn reserves in de strijd moeten werpen om de Duitse verdediging te doorbreken. Door deze vertraging kreeg het 1e Oekraïense Front onder leiding van maarschalk Konev de kans om Berlijn te veroveren. Beide legergroepen van het Rode leger probeerden als eerste in Berlijn te geraken. Op 22 april 1945 bereikten de eenheden van het 1e Wit-Russische Front de Berlijnse voorsteden. Tijdens de zware gevechten in Berlijn hadden ze niet alleen te kampen met de Duitse verdedigers, maar ook er waren ook enkele incidenten tussen de beide fronten van het Rode Leger, waarbij de Sovjet eenheden elkaar onder vuur namen. Het was uiteindelijk het 1e Wit-Russische Front dat de Reichstag kon veroveren en op 2 mei 1945 capituleerde de Duitse hoofdstad.

## Na de oorlog
Na de oorlog vormde het 1e Wit-Russische Front de kern van de bezettingsmacht, de zogenaamde Groep van Sovjet Strijdkrachten in Duitsland.

## Commandanten
| Commandanten           | Begindatum    | Einddatum     |
| ---------------------- | ------------- | ------------- |
| Maarschalk Rokossovski | oktober 1943  | november 1944 |
| Maarschalk Zjoekov     | november 1944 | juni 1945     |

## Sterkte en verliezen
| Datum                 | Operatie            | Sterkte   | Verliezen |
| --------------------- | ------------------- | --------- | --------- |
| Jun. 1944 - Aug. 1944 | Operatie Bagration  | 1 071 100 | 281 394   |
| Jan. 1945 - Maa. 1945 | Wisła-Oderoffensief | 1 028 900 | 77 342    |
| Maa. 1945 - Apr. 1945 | Pommerenoffensief   | 359 600   | 52 303    |
| Apr. 1945 - Mei. 1945 | Slag om Berlijn     | 908 500   | 179 490   |